# مهداس د لا خارا
مهداس د لا خارا (به اسپانیایی: Mohedas de la Jara) یک شهرستان در اسپانیا است که در استان تولدو واقع شده‌است.

## خصوصیات
مهداس د لا خارا ۶۰ کیلومترمربع مساحت و ۵۲۲ نفر جمعیت دارد و ۶۴۴ متر بالاتر از سطح دریا واقع شده‌است.